# Cillei Hermann (bán)
Cillei Hermann (németül: Hermann II. Graf von Cilli, horvátul és szlovénül: Herman II. Celjski, bosnyák nyelven: Herman II Celjski) (1360 körül – Pozsony, 1435. október 13.) Cilli grófja, horvát-szlavón bán, a Boszniai Királyság trónörököse. Cillei Borbála királyné apja, Zsigmond magyar király apósa, tanácsadója és legfőbb bizalmasa.

## Élete
I. Hermann cillei grófnak és Kotromanić Katalin bosnyák királyi hercegnőnek, I. Tvrtko bosnyák király nővérének volt a fia. 1392-től a stájerországi Cilli grófja címet örökölte. 1399-től a „zagoriai gróf” (comes Zagoriae) címet viselte, miután Cillei Hermann 1399-ben megkapta Zsigmond királytól Varasd megye nyugati várait. Zagoria megye ugyan nem létezett, de Varasd vármegye ispánját, aki egyben a zagoriai várak várnagya volt, a 14. század közepétől sokszor zagoriai ispánnak nevezték, és az ispán a latin comesnak, azaz grófnak felelt meg. Ez volt az első örökletes grófi cím a Magyar Királyságban.
1401-től válik az egyik legbefolyásosabb politikussá Magyarországon, amikor közreműködik Zsigmond király kiszabadításában, és mivel a két legjelentősebb méltóság, a király és a nádor képviselőivel eljegyezte egy-egy lányát, kiérdemelhette volna a „Magyarország apósa” címet. Zsigmond leveleiben „igen kedvelt apósunk”-nak címezte. A házasságok beteljesülésével Cillei 1406-tól 1408-ig Horvátország és Szlavónia bánja is lett egyszerre. 1408-ban a Sárkány-rend egyik alapítója volt. 1408-tól viszont 1422-ig nem viselt országos tisztséget. Akkor Zsigmond végleg kibékült feleségével, s őt kinevezte Szlavónia bánjává, mely tisztet aztán már 1435-ben bekövetkezett haláláig viselt. Veje, Zsigmond a Cilli grófság területét önálló fejedelemség jogával ruházta fel, amit életében kétszer, oklevélben is megerősített: 1430. május 1-én és halála előtt pár héttel 1435. szeptember 25-én.
1425-ben az anyja révén Kotromanić-házi leszármazott Cillei Hermann elérte, hogy veje, Zsigmond király szövetséget kössön II. Tvrtko bosnyák királlyal az oszmánok ellen, és 1426. szeptember 2-án a nőtlen és gyermektelen II. Tvrtko kinevezte a nála jó húsz évvel idősebb unokatestvérét, Cillei Hermannt örökösévé. Cillei Hermann azonban előbb halt meg, mint Tvrtko, de a Cillei örökösök ezután sem mondtak le a bosnyák koronáról, és II. Tvrtko halála (1443) után trónjelöltként léptek fel, viszont Cillei Hermann unokájának, Cillei Ulriknak az ellenfele, Hunyadi János a Kotromanić-házi jelöltet, Ostoja István király természetes fiát, István Tamást támogatta, így a Cilleieket kiütötte a boszniai örökségből.
Felesége Schaunbergi Anna, VII. Henrik schaunbergi gróf lánya volt, akivel 1377 körül kötött házasságot, és aki 1396 körül halt meg. Hat gyermekük született, három fiú és három lány. Borbála volt a legkisebb gyermeke, aki így kiskorában vesztette el az édesanyját. Ő, aki a házasságok létrehozásában annyira tevékenyen közreműködött, felesége halála után nem nősült többé, és közel negyven évig özvegyen élt.

## Gyermekei
- Feleségétől, Anna (1358 körül–1396 körül) schaunbergi grófnőtől, 6 gyermek:
  - Frigyes (1379–1454), II. Frigyes néven cillei gróf, 1. felesége Frangepán Erzsébet (–1422), Frangepán István lánya, 2. felesége Dešnić Veronika (–1425), gyerekei:
    - (1. feleségétől): Cillei Ulrik (1406-1456), felesége Brankovics Katalin (–1490/92), két fiú, egy lány, akik gyermekkorukban meghaltak, többek között:
      - Cillei Erzsébet (1441–1455), Hunyadi Mátyás jegyese

    - (2. feleségétől): Frigyes karthauzi szerzetes

  - Erzsébet (–1424/26), férje V. Henrik görzi gróf (1376–1454): voltak utódok
  - Anna (1384 körül–1439), férje Garai Miklós (1366 körül-1433) nádor, voltak utódai, többek között:
    - Garai László (1410 körül‑1459), Magyarország nádora, felesége Piast Alexandra, I. Bolko tescheni herceg lánya, voltak utódai, többek között:
      - Garai Anna, Hunyadi Mátyás jegyese

  - Hermann (1380 körül–1426), 1. felesége Abensbergi Erzsébet (1377–1423 előtt), Bajor Erzsébet (1403 körül–1447): egy lány az első házasságból
  - Lajos (–1417)
  - Cillei Borbála (1392–1451), férje Luxemburgi Zsigmond (1368–1437), egy leány:
    - Luxemburgi Erzsébet (1409–1442) magyar és cseh királyi hercegnő, férje Habsburg Albert (1397–1439), 4 gyermek:
      - Habsburg Anna (1432–1462), férje Szász Vilmos (1425–1382) türingiai tartománygróf, két leány
      - Habsburg György (1435–1435)
      - Habsburg Erzsébet (1437–1505), férje IV. Kázmér lengyel király (1427–1492), 13 gyermek:
        - II. (Jagelló) Ulászló (1456–1516)

      - V. (Habsburg) László (1440–1457)